# Alyxia clusiophylla
Alyxia clusiophylla är en oleanderväxtart som först beskrevs av Henri Ernest Baillon, och fick sitt nu gällande namn av André Guillaumin. Alyxia clusiophylla ingår i släktet Alyxia och familjen oleanderväxter. Inga underarter finns listade i Catalogue of Life.